# مارکتروداخ
مارکتروداخ (به آلمانی: Marktrodach) یک شهر در آلمان است که در کروناخ واقع شده‌است. مارکتروداخ ۳٬۹۸۴ نفر جمعیت دارد.